# Lake Kamome
Lake Kamome (japanisch かもめ池 Kamome-ike, deutsch ‚Seemöwenweiher‘) ist ein kleiner See auf der Ost-Ongul-Insel vor der Prinz-Harald-Küste des ostantarktischen Königin-Maud-Lands. Er liegt zwischen dem Lake Midori und dem Lake Tarachine im südlichen Teil der Insel.
Vermessungen und Luftaufnahmen einer von 1957 bis 1962 durchgeführten japanischen Antarktisexpedition dienten seiner Kartierung. Die Benennung durch japanische Wissenschaftler erfolgte 1963. Diese übertrug das US-amerikanische Advisory Committee on Antarctic Names 1968 in einer Teilübersetzung ins Englische.